# Акаустобіоліти

Білий корал

Акаустобіоліти або акавстобіоліти — негорючі органогенні гірські породи: крейда, вапняк, корали.
Належать до біолітів. Горючі біоліти — каустобіоліти.
Акаустобіоліти в сланці представлені вапняками, глинами, пісковиками, як домішки зустрічаються пірит, гіпс.